# Srimenanti
Srimenanti is een bestuurslaag in het regentschap Bangka van de provincie Bangka-Belitung, Indonesië. Srimenanti telt 11.975 inwoners (volkstelling 2010).